# Blacksburg (Carolina del Sud)
Blacksburg è un comune degli Stati Uniti d'America, situato in Carolina del Sud, nella Contea di Cherokee.